# Liste der Monuments historiques in Orchamps-Vennes
Die Liste der Monuments historiques in Orchamps-Vennes führt die Monuments historiques in der französischen Gemeinde Orchamps-Vennes auf.

## Liste der Objekte
| Bezeichnung                   | Beschreibung                                                                    | Standort                                | Kennzeichnung | Schutzstatus | Datum | Bild |
| ----------------------------- | ------------------------------------------------------------------------------- | --------------------------------------- | ------------- | ------------ | ----- | ---- |
| Taufretabel                   | Holz, teilweise vergoldet, 18. Jahrhundert                                      | in der Kirche Sts-Pierre-et-Paul (Lage) | PM25001181    | Classé       | 1928  |      |
| Gemälde Heilige Familie       | Ölfarbe auf Leinwand, 1629 von Henri Sébastien                                  | in der Kirche Sts-Pierre-et-Paul (Lage) | PM25001182    | Classé       | 1964  |      |
| Skulptur Unterweisung Mariens | Holz, farbig gefasst, 17. Jahrhundert                                           | in der Kirche Sts-Pierre-et-Paul (Lage) | PM25001183    | Classé       | 1964  |      |
| Kanzel                        | Holz, 17. Jahrhundert                                                           | in der Kirche Sts-Pierre-et-Paul (Lage) | PM25001179    | Classé       | 1908  |      |
| Wandvertäfelung des Chorraums | Holz, 17. Jahrhundert                                                           | in der Kirche Sts-Pierre-et-Paul (Lage) | PM25001180    | Classé       | 1908  |      |
| Marienaltar                   | linker Seitenaltar; Holz, farbig gefasst, Ölfarbe auf Leinwand, 18. Jahrhundert | in der Kirche Sts-Pierre-et-Paul (Lage) | PM25002310    | Classé       | 2003  |      |
| Kreuzweg                      | 14 Skulpturengruppen; Keramik, 1949, Bildhauer Gabriel Saury                    | in der Kirche Sts-Pierre-et-Paul (Lage) | PM25003144    | Inscrit      | 2022  |      |